# 몬트리올 올림픽 스타디움
몬트리올 올림픽 스타디움(영어:Montreal Olympic Stiadium, 프랑스어:Stade olympique Montréal)은 캐나다 몬트리올에 위치한 다목적 경기장으로, 1976년 하계 올림픽 주경기장으로 사용되었다.
현재는 메이저 리그 사커 몬트리올 임팩트의 일부경기가 이 곳에서 개최되고 있다

## 몬트리올 엑스포스
엑스포스는 1976 몬트리올 올림픽 메인 스타디움인 스타드 올랭피크를 28년간 사용했다. 그러나 원체 문제 투성이인 구장이 제대로 될 리가 만무. 애초에 올림픽 개막을 며칠 앞두고 겨우겨우 완공한 데다 여기저기 보수를 해야 할 정도로 상태가 영 좋지 않았다. 게다가 원래 종합경기장으로 지어졌던 경기장이다보니 야구를 관람하기에는 관중석 구조가 좋지않기로 악명을 떨치던 구장이었다.
캐나다의 거의 전 지역이 그렇듯 몬트리올도 기후가 냉대기후권이라 천연잔디를 제대로 관리하기에는 애로사항이 꽃피는 곳이다. 또한 봄과 가을에는 덕아웃에 LP 가스통을 들여놓고 난로를 땠던지라(...) 이런 문제를 해결하기 위해 경기장에 있는 타워에 케이블을 걸어서 지붕을 여닫는 식으로 서늘한 공기를 차단하고, 관리하기 까다로운 천연잔디 대신 인조잔디로 시공하는 등 기존의 개방형 경기장을 돔구장으로 마개조하기에 이른다. 하지만 이 지붕과 인조잔디가 선수단을 괴롭히기 시작할 줄은 아무도 예상 못했다.
결국 1990년 후반 즈음되어 인조잔디가 닳아 선수들의 하체 관절에 무리를 주는 원인으로 작용했다. 안드레 도슨, 블라디미르 게레로 등 툴플레이어가 몬트리올을 벗어난 이후 주루능력을 포기하게 된 이유가 바로 여기에 있다.[5] 거기에 지붕을 덮고 걷어내는 케이블의 고장이 잦는데, 1991년 시즌 후반부에 지붕 구조물이 그라운드 쪽으로 주저앉는 사고로 어쩔수 없이 일정을 조정하여 한신 타이거스 뺨치는 '죽음의 원정'을 다니는가 하면, 급기야 1999년 시즌 전 겨울철의 폭설로 지붕 구조에 문제가 생기고 마감재가 떨어지는 사고가 벌어져 불가피하게 몇몇 경기의 일정을 조정해야 했다. 구단은 그 정도로 노후화 되던 스타드 올랭피크를 대체할 만한 신축구장을 몬트리올 시에 요청했지만 몬트리올 시 정부는 1976년 올림픽 이후 심각한 재정적자 크리 때문에 굉장히 소극적인 태도를 보였다. 물론 2002년 개장을 목표로 새 구장 계획을 세웠긴 했지만 이 계획은 결국 백지화돼버리고 말았다.
외야가 나름 넓은 구장인지라 장타자보다는 중거리 교타자들에게 유리한 구장이었다. 실제로 엑스포스는 발빠른 교타자를 선호했던 구단이었다.

## 엑스포스 연고지 이전 이후 ~ 현재
몬트리올 엑스포스가 워싱턴 D.C.로 이전한 이후 야구보다는 주로 축구장으로 이용하고 있다. 각주에서 언급됐듯 2007 FIFA U-20 월드컵의 경기장으로 사용했고, 이후 MLS 몬트리올 임팩트와 CFL 몬트리올 알루에트의 홈구장으로 시즌 중 일부 경기가 치러지고 있다. 2014 FIFA 여자 U-20 월드컵과 2015 FIFA 여자 월드컵도 유치했다.
2014년부터 토론토 블루제이스가 프리시즌에 몬트리올 시리즈 2연전 경기를 이곳에서 가진다. 마침 2015년에 커미셔너로 부임한 롭 맨프레드가 메이저리그 신생구단 참여를 계획하고 있어 이제는 아예 블루제이스의 몬트리올 시리즈 2연전을 정례화했다. 경기가 열릴 때마다 5만명의 관중으로 꽉 채울 정도로 인기를 얻고 있으며, 현 몬트리올 시장인 드니 코드르(Denis Coderre)가 전면에 나서 메이저리그 몬트리올 연고 신생구단 창단을 위해 힘쓰고 있을 정도.
2017년 여름부터는 트럼프의 반 이민 정책으로 인하여 미국에서 캐나다로 넘어온 아이티 난민들의 난민 수용소로 사용되고 있으며 탬파베이 레이스가 2020 시즌 홈 경기 일부를 이 곳에서 개최하기로 했다.

## 교통
몬트리올 지하철 초록선 비오 9세 역(Pie-IX)과 비오 역(Viau) 역 사이에 있다. 비오 9세 역에서 매우 가까운데, 경기장으로 바로 연결된 통로로 들어가면 된다. 몬트리올 섬 북부 외곽이라 도로교통은 애매하지만, 지하철이 자주 다니기 때문에 대중교통은 나쁘지 않은 편이다.

## 기타
- 경기장 북쪽에 몬트리올 타워가 있는데 경사형 타워로는 175미터로 세계에서 제일 높다. 2017년 3월 보수공사 관계로 출입이 제한되다가 2017년 8월부터 다시 출입이 가능해졌다.
- 1층 매표소 외부에는 1987년 건립된 재키 로빈슨 동상이 있다.

## 같이 보기
- 올림픽 스타디움